# شهرستان سانگژی
شهرستان سانگژی (به لاتین: Sangzhi County) یک شهرستان‌های جمهوری خلق چین در چین است که در ژانگجیاجی واقع شده‌است.